# 히토요시정
히토요시정(일본어: 人吉町)은 일본 구마모토현 남부, 구마군에 설치되었던 촌이다. 

## 역사
- 1889년 4월 1일 - 정촌제 시행에 의해 히토요시정이 성립하였다.
- 1942년 2월 11일 - 니시제촌, 나카하라촌, 아이다촌과 합병해 히토요시시가 성립, 동일 히토요시정은 폐지되었다.

## 참고 문헌
- 角川日本地名大辞典編纂委員会, 『角川日本地名大辞典 43 熊本県』1987, 角川書店